# Krasnyj Pieriedowik
Krasnyj Pieriedowik (ros. Красный Передовик) – chutor w zachodniej Rosji, w sielsowiecie kozińskim rejonu rylskiego w obwodzie kurskim.

## Geografia
Miejscowość położona jest 5 km od centrum administracyjnego sielsowietu kozińskiego (Kozino), 36,5 km od centrum administracyjnego rejonu (Rylsk), 139 km od Kurska.

## Demografia
W 2010 r. miejscowość nie posiadała mieszkańców.